# Georg Donalies
Georg Donalies (* 22. Januar 1868 in Ostpreußen; † 6. August 1914 in Lüttich) war ein deutscher Major.

## Leben

### Herkunft und Familie
Donalies war Nachkomme des protestantischen Pfarrers Kristijonas Donelaitis. Er hatte einen Vater († vor 1886), welcher als Kaufmann wirkte. Seine Ehefrau betätigte sich in den 1920er Jahren in der Bückeburger DNVP unter dem Vorsitz des Zahnarzten Mützelfeldt. Ein Verwandter war Hans Wilhelm Donalies, ein Schriftsteller.

### Karriere
Donalies besuchte das städtische Realgymnasium in Königsberg und absolvierte im Ostern des Jahres 1886 das Abitur. Nach seinem Schulabschluss trat er in die preußische Armee ein und wurde Sekondeleutnant im Lauenburgischen Jäger-Bataillon Nr. 9 in Ratzeburg. Bis 1896 wurde er in das Jäger-Bataillon Graf Yorck von Wartenburg (Ostpreußisches) Nr. 1 in Ortelsburg versetzt. Am 15. November 1904 erfolgte seine Beförderung zum Hauptmann.
Er wurde am 21. März 1914 zum Major befördert. Im August 1914 wurde er zum Kommandeur des Westfälischen Jäger-Bataillon Nr. 7 in Bückeburg ernannt und war somit der erste Bürgerliche in dieser Position. Er zog während den Kampfhandlungen an der Westfront alleine in den Kampf und starb nachfolgend im Nahkampf. In der Weimarer Republik ließ der Landwirt Ernst (oder Karl) Klare auf seinem Grundstück ein Denkmal für seinen ehemaligen Kommandanten errichten. Die Donaliesstraße in Bückeburg wurde nach ihm benannt.
Der Gedenkstein wird von der Reservistenkameradschaft Meinsen/Warber/Rusbend gepflegt.